# جلوه‌های بصری
جلوه‌های بصری (به انگلیسی: Visual Effects) (مخفف انگلیسی: VFX) یا جلوه‌های تصویری در صنعت ساخت فیلم به اقداماتی برای ایجاد یا دستکاری در نماهای مختلف گفته می‌شود.
جلوه‌های بصری در واقع ترکیبی از نماهای واقعی و تصاویر غیر-واقعی از محیط است و به دلیل اینکه ساخت محیط واقعی به آن شکل، غیرعملی، گران و خطرناک است از جلوه‌های بصری استفاده می‌شود. امروزه این تصاویر با استفاده از نرم‌افزارهای ساخت پویانمایی و شبیه‌سازی رایانه‌ای انجام می‌شود.